# Карпати, Ребека
Ребе́ка Карпа́ти (венг. Kárpáti Rebeka; род. 9 октября 1994, Будапешт) — венгерская модель и актриса, победительница конкурса «Мисс Вселенная Венгрия 2013», участница конкурса красоты «Мисс Вселенная 2013».

## Биография
Ребека Карпати родилась 9 октября 1994 года в Будапеште в семье актёров.
21 июня 2013 года Ребекка выиграла национальный конкурс красоты «Мисс Вселенная Венгрия». Победа в этом конкурсе позволила ей принять участие на «Мисс Вселенная 2013», на котором она не смогла попасть в топ-16.
Ребекка снимается в кино, среди её работ одна из главных ролей в сериале «И в радости, и в горе», в котором она снималась с 2014 по 2021 год, снявшись в 561 серии.